# Theta Piscis Austrini
Theta Piscis Austrini (θ Piscis Austrini, förkortat Theta PsA, θ PsA) som är stjärnans Bayerbeteckning, är en dubbelstjärna belägen i den västra delen av stjärnbilden Södra fisken. Den har en skenbar magnitud på 5,01 och är synlig för blotta ögat där ljusföroreningar ej förekommer. Baserat på parallaxmätning inom Hipparcosuppdraget på ca 10,2 mas, beräknas den befinna sig på ett avstånd på ca 320 ljusår (ca 98 parsek) från solen.

## Egenskaper
Primärstjärnan Theta Piscis Austrini A är en blå till vit stjärna i huvudserien av spektralklass A1 V. Den har massa som är ca 2,3 gånger större än solens massa, en radie som är ca 3,7 gånger större än solens och utsänder från dess fotosfär ca 86 gånger mera energi än solen vid en effektiv temperatur av ca 9 700 K.
Den binära naturen hos stjärnparet upptäcktes 1951 av den sydafrikanske astronomen W S Finsen. Båda komponenterna Theta Piscis Austrini  A och B har samma skenbara magnitud och båda är av spektraltyp A. De kretsar kring varandra med en omloppsperiod på 20 år och en excentricitet på 0,256. En 11,3-stjärnig märkningskomponent Theta Piscis Austrini   
C var 1999 belägen med en vinkelseparation av 33,2 bågsekunder vid en positionsvinkel på 342°.